# Стручок (річка)
Стручок — річка в Україні, в Овруцькому та Народицькому районах Житомирської області. Ліва притока Жерева (басейн Прип'яті).

## Опис
Довжина річки — 19 км, площа басейну — 74,5 км², відстань від гирла головної річки до місця впадіння — 1 км.

## Розташування
Стручок бере початок на сході від села Невгоди. Тече на схід у межах сіл Слобода-Новоселицька, Болотниця та Червоне. Повертає на південний схід і на околиці Народичів впадає в річку Жерев, притоку Ужа.